# Septième circonscription des Hauts-de-Seine
La septième circonscription des Hauts-de-Seine est l'une des 13 circonscriptions législatives françaises que compte le département des Hauts-de-Seine (92) situé en région Île-de-France.

## Description géographique et démographique

### 1958 à 1967
La trente-troisième circonscription de la Seine était composée de :
- Commune de Nanterre
- Commune de Suresnes

### 1967 à 1986
La trente-troisième circonscription de la Seine devient la septième circonscription des Hauts-de-Seine.

### Depuis 1986
La septième circonscription des Hauts-de-Seine est délimitée par le découpage électoral de la loi n°86-1197 du 24 novembre 1986, et regroupe les anciennes divisions administratives suivantes : cantons de Garches, Rueil-Malmaison et Saint-Cloud.
Dans le découpage d'avant 1986, la septième circonscription réunissait les villes de Nanterre et Suresnes (maintenues ensemble dans la nouvelle 4e circonscription en 1986).
La circonscription est peuplée de 127 468 habitants en 2010, contre 119 789 habitants en 1999.

La septième circonscription en 1967.
La septième circonscription en 1986.

## Historique des députations

### De 1958 à 1986
- 1958 : Jean Toutain, UNR
- 1962 : Raymond Barbet, PCF (suppléant : Étienne Lafourcade, ouvrier métallurgiste)
- 1967 : Raymond Barbet, PCF
- 1968 : Raymond Barbet, PCF
- 1973 : Raymond Barbet, PCF, jusqu'à son décès le 10 mars 1978, puis Jean Lacombe, PCF
- 1978 : Jacqueline Fraysse-Cazalis, PCF
- 1981 : Jacqueline Fraysse-Cazalis, PCF

### À partir de 1988
| Législature | Début de mandat | Fin de mandat  | Député                             | Parti politique         | Observations |
| ----------- | --------------- | -------------- | ---------------------------------- | ----------------------- | --- |
| VIe         | 3 avril 1978    | 22 mai 1981    | Jacqueline Fraysse                 | PCF                     | Mandat écourté à la suite d'une dissolution parlementaire décidée par François Mitterrand.                                                            |
| VIIe        | 2 juillet 1981  | 1er avril 1986 | Jacqueline Fraysse                 | PCF                     | |
| IXe         | 23 juin 1988    | 1er avril 1993 | Jacques Baumel                     | RPR                     | |
| Xe          | 2 avril 1993    | 21 avril 1997  | Jacques Baumel,                    | RPR,                    | Mandat écourté à la suite d'une dissolution parlementaire décidée par Jacques Chirac.                                                                 |
| XIe         | 12 juin 1997    | 18 juin 2002   | Jacques Baumel                     | RPR                     | |
| XIIe        | 19 juin 2002    | 19 juin 2007   | Patrick Ollier puis Éric Berdoati, | UMP,                    | Nommé ministre chargé des Relations avec le Parlement dans le gouvernement Fillon III et remplacé par son suppléant Éric Berdoati le 15 décembre 2010 |
| XIIIe       | 20 juin 2007    | 19 juin 2012   | Patrick Ollier                     | UMP                     | |
| XIVe        | 20 juin 2012    | 20 juin 2017   | Patrick Ollier                     | UMP                     | |
| XVe         | 21 juin 2017    | 21 juin 2022   | Jacques Marilossian                | La République en marche | |

## Historique des élections

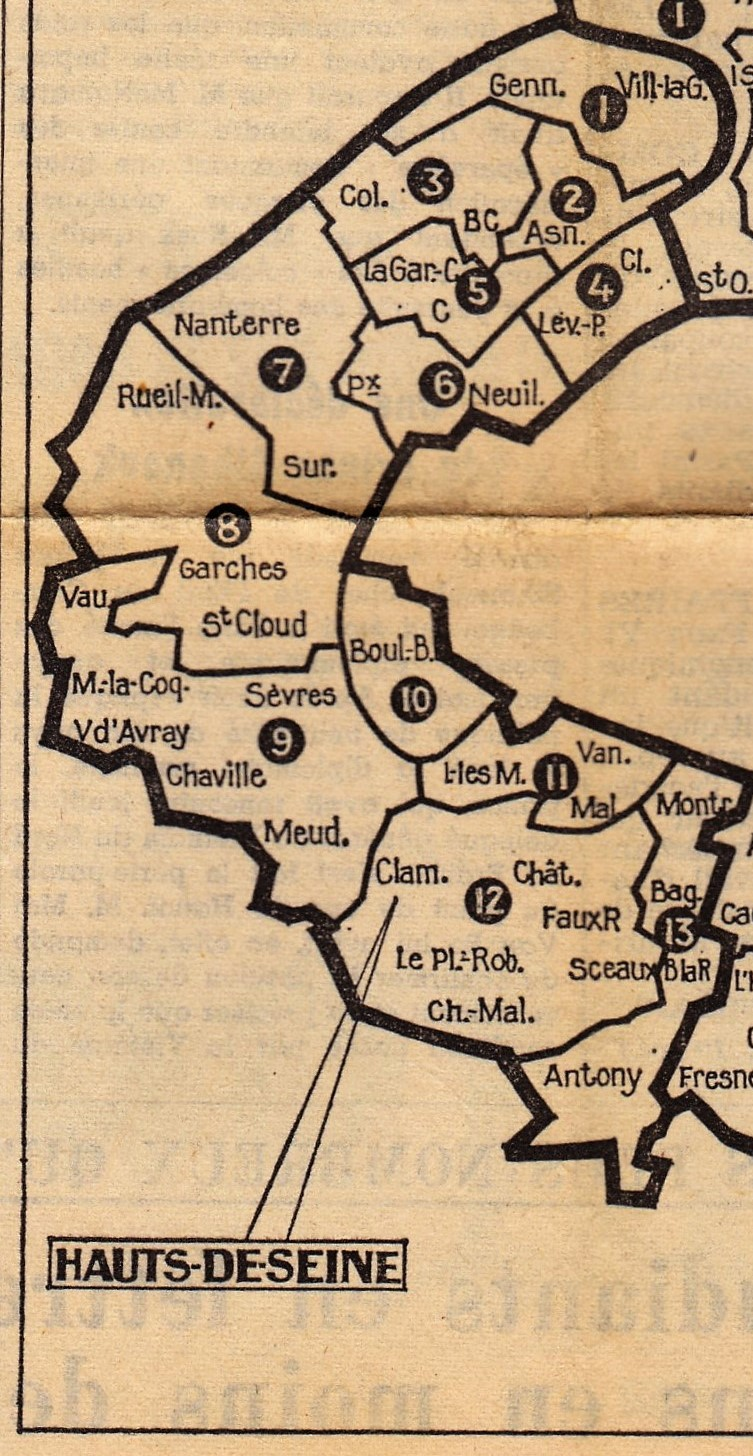
Circonscriptions électorales du département des Hauts de Seine de 1967 à 1981.

### Élections de 1967
| Candidat       | Candidat              | Parti          | Premier tour | Premier tour | Second tour | Second tour |  |
| Candidat       | Candidat              | Parti          | Voix         | %            | Voix        | %           |  |
| -------------- | --------------------- | -------------- | ------------ | ------------ | ----------- | ----------- |  |
|                | Raymond Barbet élu    | PCF            | 21 864       | 45,46        | 26 372      | 58,97       |  |
|                | Jean-Paul Weber       | UD-Ve          | 15 777       | 32,8         | 18 351      | 41,03       |  |
|                | Jean-François Bernède | FGDS           | 4 866        | 10,12        |             |             |  |
|                | Michel Hébert         | CD (PDM)       | 3 586        | 7,46         |             |             |  |
|                | Bernard Frévaque      | PSU            | 2 003        | 4,16         |             |             |  |
|                |                       |                |              |              |             |             |  |
| Inscrits       | Inscrits              | Inscrits       | 59 566       | 100,00       | 59 567      | 100,00      |  |
| Abstentions    | Abstentions           | Abstentions    | 10 679       | 17,93        | 13 037      | 21,89       |  |
| Votants        | Votants               | Votants        | 48 887       | 82,07        | 46 530      | 78,11       |  |
| Blancs et nuls | Blancs et nuls        | Blancs et nuls | 791          | 1,62         | 1 807       | 3,88        |  |
| Exprimés       | Exprimés              | Exprimés       | 48 096       | 98,38        | 44 723      | 96,12       |  |

Le suppléant de Raymond Barbet était Étienne Lafourcade, chaudronnier, maire adjoint de Suresnes (1965-1977).

### Élections de 1968
| Candidat       | Candidat                     | Parti          | Premier tour | Premier tour | Second tour | Second tour |  |
| Candidat       | Candidat                     | Parti          | Voix         | %            | Voix        | %           |  |
| -------------- | ---------------------------- | -------------- | ------------ | ------------ | ----------- | ----------- |  |
|                | Raymond Barbet sortant réélu | PCF            | 19 451       | 41,85        | 22 747      | 54,52       |  |
|                | Daniel Col                   | UDR (URP)      | 15 571       | 33,5         | 18 978      | 45,48       |  |
|                | Rolland Plavis               | FGDS (SFIO)    | 4 263        | 9,17         |             |             |  |
|                | Bernard Brizay               | RI             | 3 769        | 8,11         |             |             |  |
|                | Bruno Grande                 | PSU            | 2 168        | 4,66         |             |             |  |
|                | Colette Orsel des Sagets     | TD             | 1 252        | 2,69         |             |             |  |
|                |                              |                |              |              |             |             |  |
| Inscrits       | Inscrits                     | Inscrits       | 58 233       | 100,00       | 58 239      | 100,00      |  |
| Abstentions    | Abstentions                  | Abstentions    | 11 245       | 19,31        | 15 071      | 25,88       |  |
| Votants        | Votants                      | Votants        | 46 988       | 80,69        | 43 168      | 74,12       |  |
| Blancs et nuls | Blancs et nuls               | Blancs et nuls | 514          | 1,09         | 1 443       | 3,34        |  |
| Exprimés       | Exprimés                     | Exprimés       | 46 474       | 98,91        | 41 725      | 96,66       |  |

Le suppléant de Raymond Barbet était Étienne Lafourcade.

### Élections de 1973
| Candidat       | Candidat                     | Parti          | Premier tour | Premier tour | Second tour | Second tour |  |
| Candidat       | Candidat                     | Parti          | Voix         | %            | Voix        | %           |  |
| -------------- | ---------------------------- | -------------- | ------------ | ------------ | ----------- | ----------- |  |
|                | Raymond Barbet sortant réélu | PCF            | 20 875       | 43,82        | 27 279      | 60,5        |  |
|                | Ladislas Poniatowski         | RI (URP)       | 11 664       | 24,48        | 17 808      | 39,5        |  |
|                | André Rousseau               | MR             | 6 466        | 13,57        | Retrait     | Retrait     |  |
|                | René Labrégère               | PS (UGSD)      | 6 304        | 13,23        | Retrait     | Retrait     |  |
|                | Michel Tourmetz              | PSU            | 1 674        | 3,51         |             |             |  |
|                | Henri Weber                  | LCR            | 660          | 1,39         |             |             |  |
|                |                              |                |              |              |             |             |  |
| Inscrits       | Inscrits                     | Inscrits       | 60 205       | 100,00       | 60 203      | 100,00      |  |
| Abstentions    | Abstentions                  | Abstentions    | 11 675       | 19,39        | 13 007      | 21,61       |  |
| Votants        | Votants                      | Votants        | 48 530       | 80,61        | 47 196      | 78,39       |  |
| Blancs et nuls | Blancs et nuls               | Blancs et nuls | 887          | 1,83         | 2 109       | 4,47        |  |
| Exprimés       | Exprimés                     | Exprimés       | 47 643       | 98,17        | 45 087      | 95,53       |  |

Le suppléant de Raymond Barbet était Jean Lacombe, technicien, maire adjoint du Suresnes. Raymond Barbet décède le 10 mars 1978 et est remplacé par Jean Lacombe.

### Élections de 1978
| Candidat         | Candidat                | Parti          | Premier tour | Premier tour | Second tour | Second tour |  |
| Candidat         | Candidat                | Parti          | Voix         | %            | Voix        | %           |  |
| ---------------- | ----------------------- | -------------- | ------------ | ------------ | ----------- | ----------- |  |
|                  | Jacqueline Fraysse élue | PCF            | 19 353       | 37,47        | 28 850      | 58,28       |  |
|                  | Georges Le Gallo        | PS             | 10 074       | 19,5         | Retrait     | Retrait     |  |
|                  | Jean-Luc Leclercq       | RPR            | 9 180        | 17,77        | 20 654      | 41,72       |  |
|                  | Jacques Allègre         | UDF (PR)       | 8 163        | 15,8         |             |             |  |
|                  | Michel Vampouille       | Écologie 78    | 2 636        | 5,1          |             |             |  |
|                  | Gilles Requilé          | PSU (FA)       | 824          | 1,6          |             |             |  |
|                  | Jean-Claude Guillaumin  | FRP            | 542          | 1,05         |             |             |  |
|                  | Idilio Valdenebro       | LO             | 476          | 0,92         |             |             |  |
|                  | Jacqueline Maurin       | LCR            | 278          | 0,54         |             |             |  |
|                  | Bernard Frévaque        | UOPDP          | 129          | 0,25         |             |             |  |
|                  | R. Deguy                | Divers         | 0            | 0            |             |             |  |
|                  |                         |                |              |              |             |             |  |
| Inscrits         | Inscrits                | Inscrits       | 65 456       | 100,00       | 65 456      | 100,00      |  |
| Abstentions      | Abstentions             | Abstentions    | 12 911       | 19,72        | 14 005      | 21,4        |  |
| Votants          | Votants                 | Votants        | 52 545       | 80,28        | 51 451      | 78,6        |  |
| Blancs et nuls   | Blancs et nuls          | Blancs et nuls | 890          | 1,69         | 1 947       | 3,78        |  |
| Exprimés         | Exprimés                | Exprimés       | 51 655       | 98,31        | 49 504      | 96,22       |  |
| Source : CEVIPOF |                         |                |              |              |             |             |  |

Le suppléant de Jacqueline Fraysse était Jean Lacombe.

### Élections de 1981
| Candidat       | Candidat                                   | Parti                | Premier tour | Premier tour | Second tour | Second tour |  |
| Candidat       | Candidat                                   | Parti                | Voix         | %            | Voix        | %           |  |
| -------------- | ------------------------------------------ | -------------------- | ------------ | ------------ | ----------- | ----------- |  |
|                | Jacqueline Fraysse-Cazalis sortante réélue | PCF                  | 15 009       | 34,46        | 25 040      | 100,00      |  |
|                | Georges Le Gallo                           | PS                   | 14 081       | 32,33        | Retrait     | Retrait     |  |
|                | Richard Collin                             | RPR (UNM)            | 7 722        | 17,73        |             |             |  |
|                | Florent Montillot                          | UDF (AD)             | 5 344        | 12,27        |             |             |  |
|                | Gilles Requilé                             | PSU                  | 778          | 1,78         |             |             |  |
|                | Alain Marquet                              | LO                   | 396          | 0,91         |             |             |  |
|                | Maurice Cherdo                             | Extrême gauche (OCF) | 225          | 0,51         |             |             |  |
|                |                                            |                      |              |              |             |             |  |
| Inscrits       | Inscrits                                   | Inscrits             | 65 719       | 100,00       | 65 717      | 100,00      |  |
| Abstentions    | Abstentions                                | Abstentions          | 21 544       | 32,78        | 29 589      | 45,02       |  |
| Votants        | Votants                                    | Votants              | 44 175       | 67,22        | 36 128      | 54,98       |  |
| Blancs et nuls | Blancs et nuls                             | Blancs et nuls       | 620          | 1,4          | 11 088      | 30,69       |  |
| Exprimés       | Exprimés                                   | Exprimés             | 43 555       | 98,6         | 25 040      | 69,31       |  |

Le suppléant de Jacqueline Fraysse était Jean Lacombe.

### Élections de 1988
|                | Jacques Baumel élu    | RPR (URC)      | 27 974 | 59,38  |  |  |  |
|                | Annie Lachter         | PS             | 12 858 | 27,29  |  |  |  |
|                | Nicole Maréchal       | FN             | 3 870  | 8,22   |  |  |  |
|                | Jean-Raymond Pacouret | PCF            | 2 195  | 4,66   |  |  |  |
|                | Jean Campan           | POE            | 211    | 0,45   |  |  |  |
|                |                       |                |        |        |  |  |  |
| Inscrits       | Inscrits              | Inscrits       | 72 204 | 100,00 |  |  |  |
| Abstentions    | Abstentions           | Abstentions    | 24 484 | 33,91  |  |  |  |
| Votants        | Votants               | Votants        | 47 720 | 66,09  |  |  |  |
| Blancs et nuls | Blancs et nuls        | Blancs et nuls | 612    | 1,28   |  |  |  |
| Exprimés       | Exprimés              | Exprimés       | 47 108 | 98,72  |  |  |  |

Le suppléant de Jacques Baumel était Jacques Gautier, directeur commercial, élu maire de Garches en 1989.

### Élections de 1993
|                | Jacques Baumel sortant réélu | RPR (UPF)      | 27 262 | 55,26  |  |  |  |
|                | Madeleine Darbel             | PS (ADFP)      | 6 827  | 13,84  |  |  |  |
|                | Daniel Burq                  | GÉ (EÉ)        | 5 398  | 10,94  |  |  |  |
|                | Christian Maréchal           | FN             | 5 030  | 10,2   |  |  |  |
|                | Jean-Raymond Pacouret        | PCF            | 2 249  | 4,56   |  |  |  |
|                | Marie Gensanne               | LT-LNÉ         | 1 138  | 2,31   |  |  |  |
|                | Roger Tron                   | Divers droite  | 997    | 2,02   |  |  |  |
|                | Jacques Wagner               | MDD            | 230    | 0,47   |  |  |  |
|                | Guy Michaely                 | AP             | 204    | 0,41   |  |  |  |
|                |                              |                |        |        |  |  |  |
| Inscrits       | Inscrits                     | Inscrits       | 72 825 | 100,00 |  |  |  |
| Abstentions    | Abstentions                  | Abstentions    | 21 683 | 29,77  |  |  |  |
| Votants        | Votants                      | Votants        | 51 142 | 70,23  |  |  |  |
| Blancs et nuls | Blancs et nuls               | Blancs et nuls | 1 807  | 3,53   |  |  |  |
| Exprimés       | Exprimés                     | Exprimés       | 49 335 | 96,47  |  |  |  |

Le suppléant de Jacques Baumel était Jacques Gautier, maire de Garches, conseiller général du canton de Garches.

### Élections de 1997
| Candidat       | Candidat                     | Parti          | Premier tour | Premier tour | Second tour | Second tour |  |
| Candidat       | Candidat                     | Parti          | Voix         | %            | Voix        | %           |  |
| -------------- | ---------------------------- | -------------- | ------------ | ------------ | ----------- | ----------- |  |
|                | Jacques Baumel sortant réélu | RPR            | 23 699       | 49,9         | 31 430      | 67,1        |  |
|                | Christiane Maulion           | PS             | 9 310        | 19,6         | 15 409      | 32,9        |  |
|                | Christian Maréchal           | FN             | 5 505        | 11,59        |             |             |  |
|                | Jean-Raymond Pacouret        | PCF            | 2 082        | 4,38         |             |             |  |
|                | Yves Lagache                 | Les Verts      | 1 357        | 2,86         |             |             |  |
|                | Roger Tron                   | LDI (CNIP)     | 1 345        | 2,83         |             |             |  |
|                | Stéphanie Mortimore          | US4J           | 971          | 2,04         |             |             |  |
|                | Jean Giroud                  | MDC            | 835          | 1,76         |             |             |  |
|                | Maurice Cagnier              | GÉ             | 781          | 1,64         |             |             |  |
|                | Jeannine Mugnier             | Divers         | 693          | 1,46         |             |             |  |
|                | Dominique Cabot              | LT-LNÉ         | 360          | 0,76         |             |             |  |
|                | Paul Peyriller               | MÉI            | 309          | 0,65         |             |             |  |
|                | Pierre Driout                | Extrême droite | 216          | 0,45         |             |             |  |
|                | Jean-Gabriel Sujevic         | Divers droite  | 28           | 0,06         |             |             |  |
|                | Luigi d'Aria                 | Divers         | 0            | 0            |             |             |  |
|                |                              |                |              |              |             |             |  |
| Inscrits       | Inscrits                     | Inscrits       | 74 946       | 100,00       | 74 946      | 100,00      |  |
| Abstentions    | Abstentions                  | Abstentions    | 25 654       | 34,23        | 25 918      | 34,58       |  |
| Votants        | Votants                      | Votants        | 49 292       | 65,77        | 49 028      | 65,42       |  |
| Blancs et nuls | Blancs et nuls               | Blancs et nuls | 1 801        | 3,65         | 2 189       | 4,46        |  |
| Exprimés       | Exprimés                     | Exprimés       | 47 491       | 96,35        | 46 839      | 95,54       |  |

Le suppléant de Jacques Baumel était Jacques Gautier, maire de Garches, conseiller général du canton de Garches.

### Élections de 2002
| Candidat       | Candidat              | Parti            | Premier tour | Premier tour | Second tour | Second tour |  |
| Candidat       | Candidat              | Parti            | Voix         | %            | Voix        | %           |  |
| -------------- | --------------------- | ---------------- | ------------ | ------------ | ----------- | ----------- |  |
|                | Patrick Ollier élu    | UMP              | 25 444       | 48,86        | 30 505      | 68,52       |  |
|                | Souhila Nador         | PS               | 10 418       | 20           | 14 013      | 31,48       |  |
|                | Thierry Saussez       | Divers droite    | 6 579        | 12,63        |             |             |  |
|                | Jeannine Naert        | FN               | 3 579        | 6,87         |             |             |  |
|                | Yves Lagache          | Les Verts        | 1 137        | 2,18         |             |             |  |
|                | Jean Giroud           | Pôle républicain | 794          | 1,52         |             |             |  |
|                | Jean-Michel Galano    | PCF              | 767          | 1,47         |             |             |  |
|                | Stefan Czarnecki      | Cap21            | 668          | 1,28         |             |             |  |
|                | Arnaud Casalis        | Divers droite    | 546          | 1,05         |             |             |  |
|                | Nicole Juge           | LT-LNÉ           | 425          | 0,82         |             |             |  |
|                | Bernard Lagrange      | MPF              | 390          | 0,75         |             |             |  |
|                | Bernard Bornette      | MNR              | 367          | 0,7          |             |             |  |
|                | Laure Getner          | LCR              | 365          | 0,7          |             |             |  |
|                | Christian Brison      | LO               | 253          | 0,49         |             |             |  |
|                | Micheline Charpentier | Divers           | 200          | 0,38         |             |             |  |
|                | Claude Villeneuve     | GÉ               | 146          | 0,28         |             |             |  |
|                |                       |                  |              |              |             |             |  |
| Inscrits       | Inscrits              | Inscrits         | 79 070       | 100,00       | 79 066      | 100,00      |  |
| Abstentions    | Abstentions           | Abstentions      | 26 474       | 33,48        | 33 084      | 41,84       |  |
| Votants        | Votants               | Votants          | 52 596       | 66,52        | 45 982      | 58,16       |  |
| Blancs et nuls | Blancs et nuls        | Blancs et nuls   | 518          | 0,98         | 1 464       | 3,18        |  |
| Exprimés       | Exprimés              | Exprimés         | 52 078       | 99,02        | 44 518      | 96,82       |  |

Le suppléant de Patrick Ollier était Jacques Gautier.

### Élections de 2007
|                | Patrick Ollier sortant réélu | UMP            | 31 368 | 60,29  |  |  |  |
|                | Bertrand Rocheron            | PS             | 8 338  | 16,03  |  |  |  |
|                | André Cros                   | UDF–MoDem      | 6 046  | 11,62  |  |  |  |
|                | Julien Sage                  | Les Verts      | 1 661  | 3,19   |  |  |  |
|                | Jeannine Naert               | FN             | 1 588  | 3,05   |  |  |  |
|                | David Pijoan                 | LCR            | 674    | 1,3    |  |  |  |
|                | Camille Barré                | PCF            | 634    | 1,22   |  |  |  |
|                | Anne de Vaureix              | MPF            | 382    | 0,73   |  |  |  |
|                | Anne Bitterlin               | MÉI            | 361    | 0,69   |  |  |  |
|                | Valérie Terrazzoni           | Divers         | 262    | 0,5    |  |  |  |
|                | Christian Brison             | LO             | 193    | 0,37   |  |  |  |
|                | Dominique Farcis             | DLR            | 183    | 0,35   |  |  |  |
|                | Patrick Indjian              | LCR            | 172    | 0,33   |  |  |  |
|                | Bernard Bornette             | LO             | 158    | 0,3    |  |  |  |
|                | Sylvia Chollou               | Divers         | 5      | 0,01   |  |  |  |
|                |                              |                |        |        |  |  |  |
| Inscrits       | Inscrits                     | Inscrits       | 82 882 | 100,00 |  |  |  |
| Abstentions    | Abstentions                  | Abstentions    | 30 315 | 36,58  |  |  |  |
| Votants        | Votants                      | Votants        | 52 567 | 63,42  |  |  |  |
| Blancs et nuls | Blancs et nuls               | Blancs et nuls | 542    | 1,03   |  |  |  |
| Exprimés       | Exprimés                     | Exprimés       | 52 025 | 98,97  |  |  |  |

### Élections de 2012
| Candidat       | Candidat                     | Parti          | Premier tour | Premier tour | Second tour | Second tour |  |
| Candidat       | Candidat                     | Parti          | Voix         | %            | Voix        | %           |  |
| -------------- | ---------------------------- | -------------- | ------------ | ------------ | ----------- | ----------- |  |
|                | Patrick Ollier sortant réélu | UMP            | 23 944       | 47,49        | 28 617      | 63,04       |  |
|                | Bertrand Rocheron            | PS             | 14 569       | 28,90        | 16 778      | 36,96       |  |
|                | Lucia Laporte                | RBM            | 3 678        | 7,30         |             |             |  |
|                | François Jeanmaire           | Divers droite  | 2 734        | 5,42         |             |             |  |
|                | Olivier Hosteins             | MoDem          | 2 039        | 4,04         |             |             |  |
|                | Camille Barré                | FG (PCF)       | 1 324        | 2,63         |             |             |  |
|                | Jean-Christophe Pierson      | PCD            | 1 263        | 2,51         |             |             |  |
|                | Laurent Blanchard            | Pirate         | 604          | 1,20         |             |             |  |
|                | Anne-Laure Chaudon           | LO             | 142          | 0,28         |             |             |  |
|                | Gabriel Rosenman             | NPA            | 119          | 0,24         |             |             |  |
|                |                              |                |              |              |             |             |  |
| Inscrits       | Inscrits                     | Inscrits       | 83 959       | 100,00       | 83 959      | 100,00      |  |
| Abstentions    | Abstentions                  | Abstentions    | 33 050       | 39,36        | 37 217      | 44,33       |  |
| Votants        | Votants                      | Votants        | 50 909       | 60,64        | 46 742      | 55,67       |  |
| Blancs et nuls | Blancs et nuls               | Blancs et nuls | 493          | 0,97         | 1 347       | 2,88        |  |
| Exprimés       | Exprimés                     | Exprimés       | 50 416       | 99,03        | 45 395      | 97,12       |  |

### Élections de 2017
|                                                                                 |                                                                       |                           |                           |                          |                          |
|                                                                                 |                                                                       | Premier tour 11 juin 2017 | Premier tour 11 juin 2017 | Second tour 18 juin 2017 | Second tour 18 juin 2017 |
|                                                                                 |                                                                       |                           |                           |                          |                          |
|                                                                                 |                                                                       | Nombre                    | % des inscrits            | Nombre                   | % des inscrits           |
| Inscrits                                                                        | Inscrits                                                              | 86 685                    | 100,00                    | 86 690                   | 100,00                   |
| Abstentions                                                                     | Abstentions                                                           | 37 339                    | 43,07                     | 43 753                   | 50,47                    |
| Votants                                                                         | Votants                                                               | 49 346                    | 56,93                     | 42 937                   | 49,53                    |
|                                                                                 |                                                                       |                           | % des votants             |                          | % des votants            |
| Bulletins blancs                                                                | Bulletins blancs                                                      | 462                       | 0,94                      | 1 858                    | 4,33                     |
| Bulletins nuls                                                                  | Bulletins nuls                                                        | 132                       | 0,27                      | 443                      | 1,03                     |
| Suffrages exprimés                                                              | Suffrages exprimés                                                    | 48 752                    | 98,80                     | 40 636                   | 94,64                    |
|                                                                                 |                                                                       |                           |                           |                          |                          |
| Candidat Étiquette politique (partis et alliances)                              | Candidat Étiquette politique (partis et alliances)                    | Voix                      | % des exprimés            | Voix                     | % des exprimés           |
|                                                                                 |                                                                       |                           |                           |                          |                          |
|                                                                                 | Jacques Marilossian La République en marche                           | 23 635                    | 48,48                     | 23 492                   | 57,81                    |
|                                                                                 | Éric Berdoati Les Républicains (Union des démocrates et indépendants) | 13 606                    | 27,91                     | 17 144                   | 42,19                    |
|                                                                                 | Olfa Mzoughi La France insoumise                                      | 2 636                     | 5,41                      |                          |                          |
|                                                                                 | Vincent Poizat Europe Écologie Les Verts (Parti socialiste)           | 2 428                     | 4,98                      |                          |                          |
|                                                                                 | Lucia Laporte Front national                                          | 2 116                     | 4,34                      |                          |                          |
|                                                                                 | Pierre Cazeneuve Divers (Allons enfants)                              | 1 207                     | 2,48                      |                          |                          |
|                                                                                 | Grégory Berthault Écologiste (Mouvement 100 %)                        | 720                       | 1,48                      |                          |                          |
|                                                                                 | Sophie Souchère Debout la France                                      | 613                       | 1,26                      |                          |                          |
|                                                                                 | Maryline Nguyen Parti communiste français                             | 560                       | 1,15                      |                          |                          |
|                                                                                 | Jérôme Guery Extrême droite (Souveraineté, identité et libertés)      | 409                       | 0,84                      |                          |                          |
|                                                                                 | Jérôme Lecart Divers (Union populaire républicaine)                   | 405                       | 0,83                      |                          |                          |
|                                                                                 | Noureddine Hannouf Divers droite                                      | 245                       | 0,50                      |                          |                          |
|                                                                                 | Cécile Abad Lutte ouvrière                                            | 172                       | 0,35                      |                          |                          |
| Source : Ministère de l'Intérieur - Septième circonscription des Hauts-de-Seine |                                                                       |                           |                           |                          |                          |

### Élections de 2022
Les élections législatives françaises de 2022 ont lieu les dimanches 12 et 19 juin 2022.
|                                                    |                                                                                |                           |                           |                          |                          |
|                                                    |                                                                                | Premier tour 12 juin 2022 | Premier tour 12 juin 2022 | Second tour 19 juin 2022 | Second tour 19 juin 2022 |
|                                                    |                                                                                |                           |                           |                          |                          |
|                                                    |                                                                                | Nombre                    | % des inscrits            | Nombre                   | % des inscrits           |
| Inscrits                                           | Inscrits                                                                       | 87 915                    | 100                       | 87 926                   | 100                      |
| Abstentions                                        | Abstentions                                                                    | 39 119                    | 44,50                     | 42 381                   | 48,20                    |
| Votants                                            | Votants                                                                        | 48 796                    | 55,50                     | 45 545                   | 51,80                    |
|                                                    |                                                                                |                           | % des votants             |                          | % des votants            |
| Bulletins blancs                                   | Bulletins blancs                                                               | 660                       | 1,35                      | 2375                     | 5,21                     |
| Bulletins nuls                                     | Bulletins nuls                                                                 | 129                       | 0,26                      | 554                      | 1,22                     |
| Suffrages exprimés                                 | Suffrages exprimés                                                             | 48 007                    | 98,38                     | 42 616                   | 93,57                    |
|                                                    |                                                                                |                           |                           |                          |                          |
| Candidat Étiquette politique (partis et alliances) | Candidat Étiquette politique (partis et alliances)                             | Voix                      | % des exprimés            | Voix                     | % des exprimés           |
|                                                    |                                                                                |                           |                           |                          |                          |
|                                                    | Pierre Cazeneuve Ensemble La République en marche                              | 20 120                    | 41,91                     | 30 710                   | 72,06                    |
|                                                    | Sandro Rato Nouvelle Union populaire écologique et sociale La France insoumise | 8 842                     | 18,42                     | 11 906                   | 27,94                    |
|                                                    | Xabi Elizagoyen Les Républicains                                               | 8 694                     | 18,11                     |                          |                          |
|                                                    | Agnès Dumont Reconquête                                                        | 3 233                     | 6,73                      |                          |                          |
|                                                    | Christophe Versini Rassemblement national                                      | 3 054                     | 6,36                      |                          |                          |
|                                                    | Christophe Mandereau Écologistes                                               | 1 805                     | 3,76                      |                          |                          |
|                                                    | Charlotte Duthu Parti animaliste                                               | 792                       | 1,65                      |                          |                          |
|                                                    | Jeanne Birtic Les Patriotes                                                    | 570                       | 1,19                      |                          |                          |
|                                                    | Cécile Abad Lutte ouvrière                                                     | 240                       | 0,50                      |                          |                          |
|                                                    | Mokhtar Attaf Union des démocrates musulmans français                          | 193                       | 0,40                      |                          |                          |
|                                                    | Guillaume Hlavacek Parti pirate                                                | 166                       | 0,35                      |                          |                          |
|                                                    | Anne Brochot Écologistes                                                       | 156                       | 0,32                      |                          |                          |
|                                                    | Pascal Halary Sans étiquette                                                   | 142                       | 0,30                      |                          |                          |

### Élections de 2024
| Candidat                 | Candidat                 | Parti et coalition       | Nuance                   | Premier tour | Premier tour | Second tour | Second tour |
| Candidat                 | Candidat                 | Parti et coalition       | Nuance                   | Voix         | %            | Voix        | %           |
| ------------------------ | ------------------------ | ------------------------ | ------------------------ | ------------ | ------------ | ----------- | ----------- |
|                          | Pierre Cazeneuve         | RE (ENS)                 | ENS                      | 34 053       | 53.20        |             |             |
|                          | Lucas Peyret             | LFI (NFP)                | UG                       | 14 749       | 23.04        |             |             |
|                          | Christine Pastor         | RN                       | RN                       | 9 493        | 14.83        |             |             |
|                          | Rémi Carillon            | REC                      | REC                      | 3 647        | 5.70         |             |             |
|                          | Charlotte Richard        | Équinoxe                 | ECO                      | 1 633        | 2.55         |             |             |
|                          | Cécile Abad              | LO                       | EXG                      | 431          | 0.67         |             |             |
|                          |                          |                          |                          |              |              |             |             |
| Suffrages exprimés       | Suffrages exprimés       | Suffrages exprimés       | Suffrages exprimés       | 64 006       | 97.71        |             |             |
| Votes blancs             | Votes blancs             | Votes blancs             | Votes blancs             | 1 198        | 1.83         |             |             |
| Votes nuls               | Votes nuls               | Votes nuls               | Votes nuls               | 304          | 0.46         |             |             |
| Total                    | Total                    | Total                    | Total                    | 65 508       | 100          |             |             |
| Abstention               | Abstention               | Abstention               | Abstention               | 22 831       | 25.84        |             |             |
| Inscrits / participation | Inscrits / participation | Inscrits / participation | Inscrits / participation | 88 339       | 74.16        |             |             |